# قوري درة (جرغلان)
قوري درة (بالفارسية: قوری‌دره) هي قرية تقع في إيران في قسم جرغلان الريفي. يقدر عدد سكانها بـ 329 نسمة بحسب إحصاء 2016.